# Mole Antonelliana
Pour les articles homonymes, voir Mole.
La Mole Antonelliana (ou d’Antonelli) est une structure en maçonnerie en forme de dôme de 167,5 mètres de haut, érigée à Turin (Italie), dont la construction commença en 1863. C'est l'un des plus hauts édifices en maçonnerie d'Europe, devenu le monument qui symbolise la ville, à l'instar de la tour Eiffel pour Paris ou de la statue de la Liberté pour New York. Située via Montebello, au cœur de la ville, elle doit son nom à l'architecte qui l'a conçue, Alessandro Antonelli.
Destinée à l'origine à devenir le lieu de culte de la communauté juive de Turin, elle est aujourd'hui devenue – après avoir abrité le musée du Risorgimento lors de la création de celui-ci en 1908 – le siège du musée national du cinéma.

## Histoire

### Construction
En 1848, la communauté israélite turinoise obtient ses droits civiques et la liberté de culte concédés aux religions non catholiques. Pour pérenniser l’événement, elle décide de faire construire à Turin, qui est alors la capitale du nouvel État italien, un temple monumental avec une école en annexe.

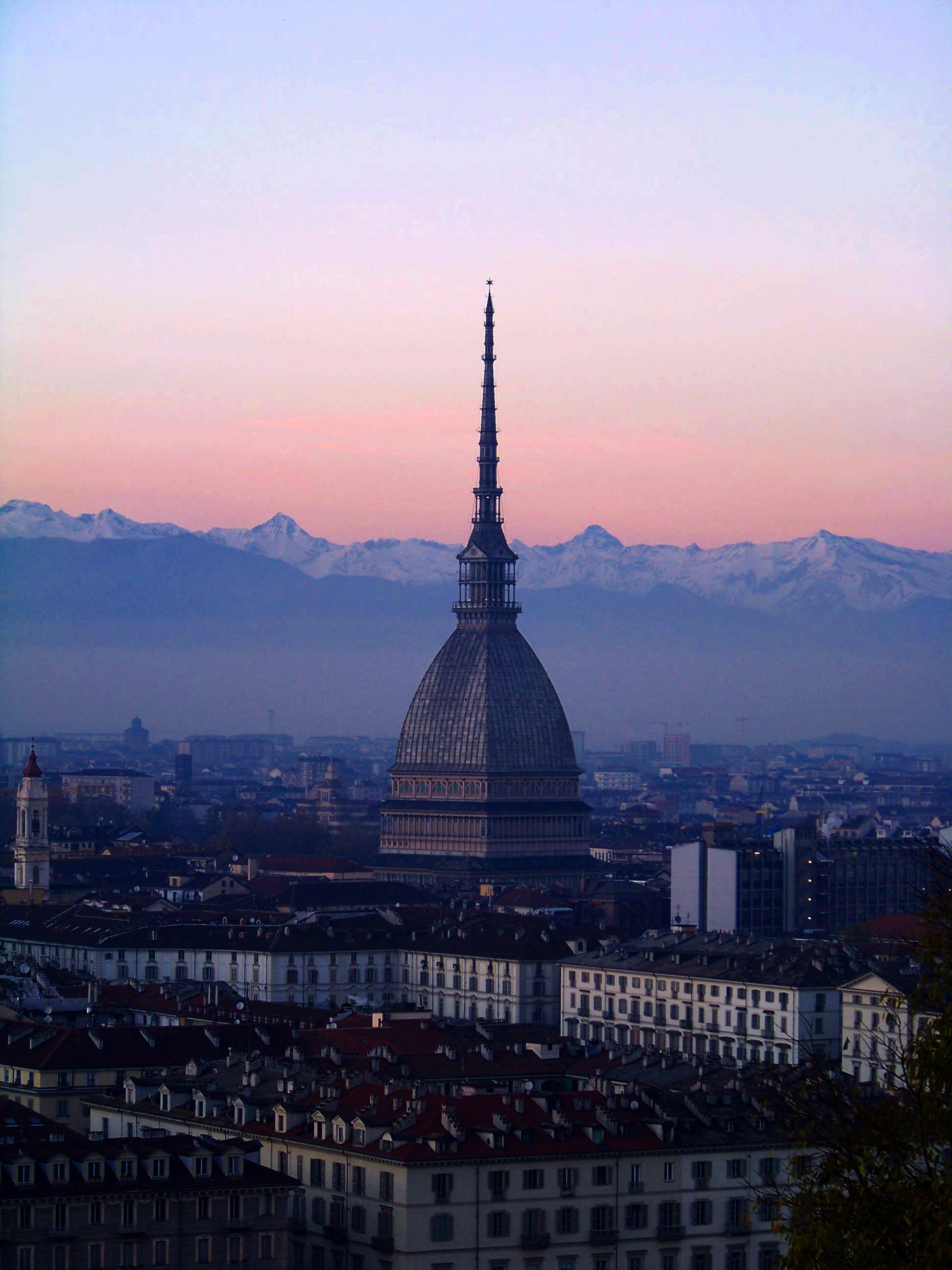
Mole Antonelliana

En 1863, à l’issue d’un concours, la communauté confie la réalisation du projet à l'architecte piémontais Alessandro Antonelli (1798-1888). Au démarrage des travaux, l’édifice prévu est de 47 mètres. Mais les modifications apportées par l’architecte, avec l'augmentation des délais et des coûts de construction qui en résultent, conduisent la communauté hébraïque à décider, en 1869, de suspendre les travaux, en faisant poser un toit provisoire.
En 1873, la ville de Turin offre un nouveau terrain sur lequel sera construite la synagogue actuelle. À cette époque, le projet d’Antonelli prévoit d’augmenter la partie basse d’un péristyle nouveau et d’augmenter la hauteur de la coupole, portant la hauteur totale du temple à 113,57 mètres.
En 1877, la ville de Turin se porte acquéreur de la Mole et relance le chantier.
En 1878, à la mort du roi Victor-Emmanuel II, le bâtiment est dédié à sa mémoire et abritera le musée du Risorgimento.
De 1878 à sa mort en 1888, Antonelli reprend le chantier, avec une série de nouvelles modifications en cours de travaux qui portent la hauteur totale à 146 mètres, puis 153 mètres et finalement à 163,35 mètres, érigeant ainsi la construction en maçonnerie la plus haute d'Europe.
Le 23 février 1887, un tremblement de terre oblige à renforcer la structure.
Le 18 octobre 1888, Antonelli meurt ; le monument culmine alors à 153 mètres. Antonelli ne voit pas de son vivant l'achèvement du monument, terminé par son fils Costanzo.
Le 10 avril 1889, le monument est inauguré à sa hauteur finale de 167,35 mètres.

### 1889-1990
Le 11 août 1904, le génie ailé au sommet du monument est abattu par un orage. Il est remplacé par une étoile de près de quatre mètres de diamètre ; on peut encore voir le génie à l'intérieur, et il est souvent pris pour un ange. Le bâtiment retrouve sa hauteur de 167,35 mètres.
Entre 1905 et 1908, les décorations intérieures sont réalisées par Annibale Rigotti.
En 1908, le musée du Risorgimento est ouvert au public.
En 1930, pour stabiliser le bâtiment, la structure de la Mole est doublée par un système de poteau-poutre en béton armé, dénaturant sensiblement l'espace intérieur provoquant une impression de claustrophobie, tout à l'opposé de ce qu'avait voulu Antonelli ; des voix s'élèvent aussi pour critiquer la trop grande rigidité ainsi donnée à la structure, réduisant ses possibilités d'oscillation.
En 1938, le musée du Risorgimento quitte la Mole pour le palais Carignan.
Le 23 mai 1953, un nouvel orage très violent, accompagné d'une tornade, fait s'écrouler près de 47 mètres de la flèche

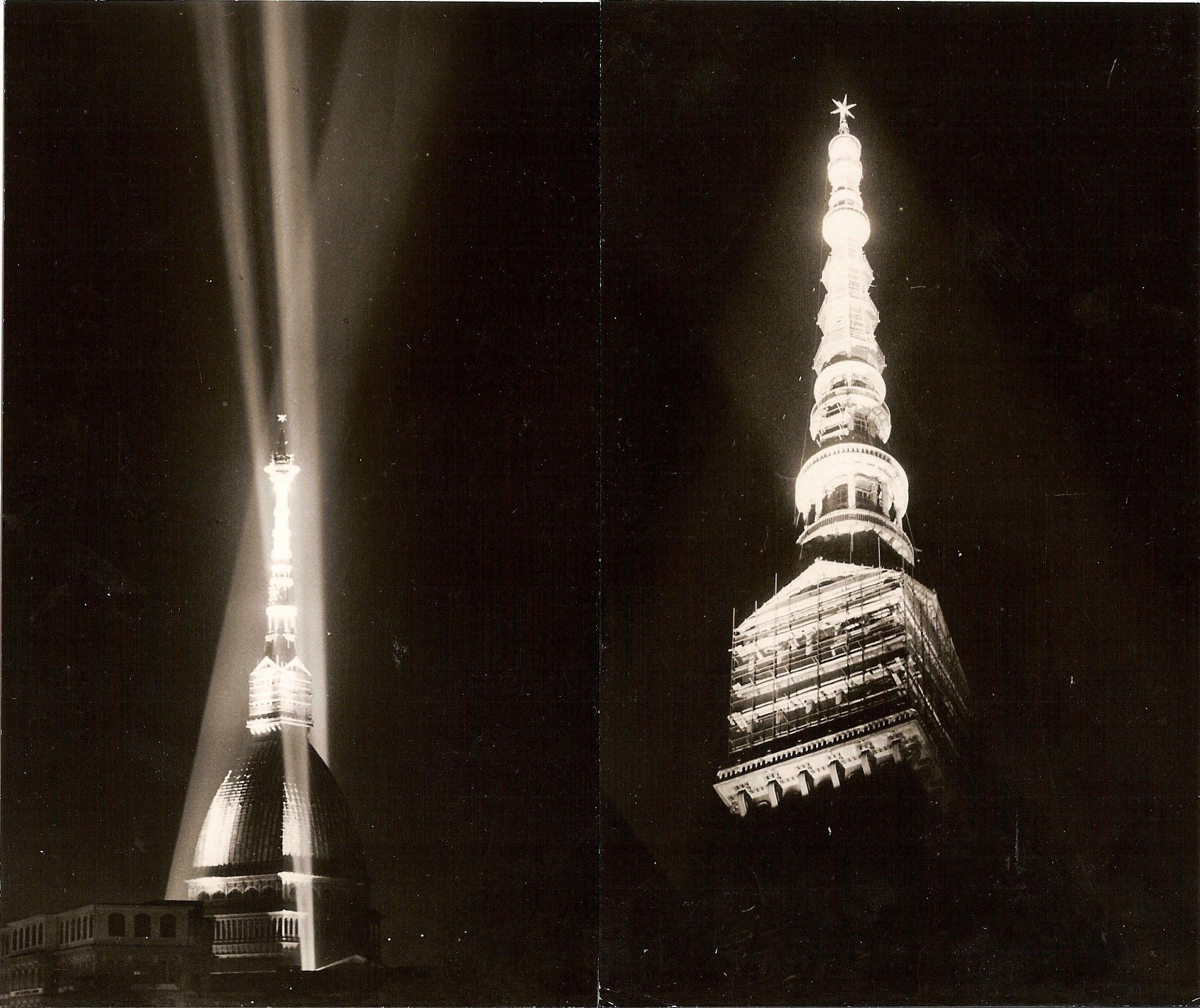
Projet de Guido Chiarelli pour l'éclairage de la Mole Antonelliana 1961

En 1961, la flèche est reconstruite, non plus en maçonnerie, mais sous forme d'une structure métallique revêtue de pierre. Guido Chiarelli réalise le projet pour l'éclairage de la flèche, au terme des travaux pour la reconstruction.
Des années 1960 aux années 1990, la Mole est utilisée comme un « balcon sur la ville », grâce à un ascenseur qui conduit au sommet du dôme, à 70 m du sol, où se trouve un petit belvédère, ainsi que pour des expositions temporaires, mais l'intérêt de la commune semble diminuer, beaucoup s’interrogeant sur l’usage possible du monument.

### Depuis 1990: musée national du cinéma
Pendant quelques années, le bâtiment est fermé pour restructuration. La spectaculaire rénovation réalisée par l'architecte François Confino comprend une rénovation de l'ascenseur, réalisant l'ascension en 59 secondes, l’élimination d’une partie des arcs de soutien en béton et l’organisation verticale d’un musée sur cinq niveaux unique au monde.
La Mole fut l'une des premières constructions illuminées au moyen de petites flammes alimentées au gaz de ville vers la fin du XIXe siècle ; depuis 1998, elle présente sur une de ses faces une installation de l'artiste contemporain Mario Merz, Il volo dei numeri (l'envol des nombres), avec le début de la suite de Fibonacci qui s'élève vers le ciel. Cette œuvre a été conçue à l'occasion de la redéfinition de l'illumination extérieure et de la première édition de la manifestation « Luci d'Artista » (Lumières d'artiste)
Le musée national du cinéma, créé en 1941 et installé à partir de 1956 dans le palazzo Chiablese, est inauguré en juillet 2000 dans ses locaux actuels. Il présente entre autres des appareils optiques pré-cinématographiques (lanternes magiques) et des pièces provenant du tournage des premiers films italiens.
Le musée national du cinéma présente, sur son site internet, un « hyperfilm » offrant une « hypervision » de l'extérieur de la Mole à l'intérieur du musée, dans lequel l'ascenseur panoramique permet au spectateur d'effectuer, tout au long des cinq niveaux du musée, une « vertigineuse ascension », qui s'achève au Tempietto, le belvédère surplombant la ville à 70 mètres de hauteur.

## Influence culturelle
- La Mole Antonelliana est représentée sur le verso de la pièce italienne de 2 centimes d'euro.
- La Mole Antonelliana figurait sur le logo originel de la célèbre carosserie Vignale un "grand couturier" turinois de l'automobile alors lié au groupe Fiat (avant le rachat de la marque  par Ford).
- La Mole a inspiré le logo officiel des Jeux olympiques de Turin en 2006, sur lequel elle figure de manière stylisée.
- À l'occasion des championnats du monde d'escrime 2006, organisés à Turin du 30 septembre au 7 octobre 2006 un timbre d'usage courant a été émis le 29 septembre 2006 par la Poste italiane, sur lequel figure, à côté d'une scène de combat d'escrime le profil de la Mole Antonelliana, choisie la ville pour symboliser la ville de Turin.
- À l'intérieur de la Mole Antonelliana a été tourné une grande partie du film Dopo Mezzanotte de Davide Ferrario, dans lequel la Mole joue un rôle symbolique.
- Un croquis de la Mole Antonelliana apparaît comme symbole de fermeture dans le film de Hayao Miyazaki Porco Rosso.
- Selon une croyance répandue, les étudiants de l'université de Turin éviteraient de se rendre sur la terrasse panoramique de la Mole pour ne pas entraver le bon achèvement de leurs études universitaires.

### Sources
- Dossier dédié à la mole Antonelliana, in « l’architecture d’aujourd’hui », no 330, septembre-octobre 2000 :
  - Georges Sebbag, La Mole Antonelliana ou comment on devient ce que l’on est, p. 78-83 ;
  - Axel Sowa, La Mole Antonelliana, musée national du cinéma, Turin, Italie, Gianfranco Gritella, réhabilitation, François Confino, scénographie, p. 84-89.
- (it) Luciana Manzo, Esplorando tra le carte, La Mole Antonelliana, Rivista museo Torino, numero 6 Speciale, dicembre 2013,  (ISSN 2038-4068), consultable en ligne